# Shaun Williams
Shaun Phillip Williams (ur. 5 grudnia 1976) – południowoafrykański zapaśnik walczący w stylu wolnym. Olimpijczyk z Aten 2004, gdzie zajął siedemnaste miejsce w kategorii 55 kg.
Dwa razy uczestniczył w mistrzostwach świata, a jego najlepszy wynik to jedenaste miejsce w 2003. Wicemistrz igrzysk afrykańskich w 2003 i 1999 i brązowy medalista w 1995. Zdobył osiem medali na mistrzostwach Afryki, w tym złote w 2001 i 2003. Brązowy medalista igrzysk wspólnoty narodów w 2002 roku.

## Turniej wAtenach 2004
| Konkurencja         | Walki              | Walki                    | Klas. końcowa |
| Konkurencja         | Przeciwnik I       | Przeciwnik II            | Miejsce       |
| ------------------- | ------------------ | ------------------------ | ------------- |
| styl wolny do 55 kg | Li Zhengyu (CHN) L | Radosław Welikow (BUL) L | XVII          |